# Noël Van Clooster
Noël Van Clooster o Vanclooster (Torhout, 2 de desembre de 1943) va ser un ciclista belga que fou professional entre 1965 i 1975. Va combinar la carretera amb el ciclisme en pista.

## Palmarès
- 1965
  -  Campió de Bèlgica en ruta d'independents
  - 1r a la Volta a Bèlgica d'amateurs i vencedor de 4 etapes
  - 1r a la Kattekoers
  - Vencedor d'una etapa del Tour del Nord
- 1966
  -  Campió de Bèlgica en derny
  - 1r al Circuit de les Ardenes flamenques
- 1967
  - 1r a la Fletxa costanera
  - 1r al Gran Premi Marcel Kint
- 1968
  - Vencedor d'una etapa de la Volta a Andalusia
- 1969
  - 1r al Circuit de Houtland
- 1970
  - 1r al Campionat de Flandes
- 1971
  - 1r a la Brussel·les-Ingooigem
- 1972
  - 1r a la Fletxa costanera

### Resultats al Tour de França
- 1967. 16è de la classificació general
- 1969. Abandona
- 1972. 77è de la classificació general
- 1974. 70è de la classificació general

### Resultats a la Volta a Espanya
- 1974. 23è de la classificació general

### Resultats al Giro d'Itàlia
- 1970. Abandona
- 1971. 54è de la classificació general